# Gabriel Hanot

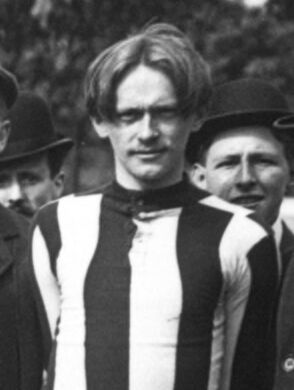
Gabriel Hanot 1910

Gabriel Hanot (* 6. November 1889 in Arras; † 10. August 1968 in Engenthal) war ein französischer Fußballspieler, Journalist und Herausgeber der Sportzeitungen L’Équipe und France Football.

## Karriere
Hanot spielte zu seiner aktiven Zeit bei US Tourcoing und ASF Le Perreux in Nordfrankreich sowie ab 1916 bei der AS Française Paris. Von 1910 bis 1912 studierte er in Berlin Germanistik und trug in dieser Zeit die Farben des BFC Preussen. Zwischen 1908 und 1919 trug der auf der linken Seite eingesetzte Spieler auch zwölfmal das Nationaltrikot und erzielte dabei drei Tore; in mehreren dieser Länderspiele hieß sein Abwehrpartner Lucien Gamblin, später gleichfalls ein renommierter Sportjournalist. Nach einem schweren Flugzeugunglück musste Hanot seine sportliche Laufbahn 1919 beenden und arbeitete als Journalist für L’Auto, den Vorgänger von L’Équipe.
Darüber hinaus blieb er seinem Sport auch immer intensiv und tatkräftig verbunden: schon Anfang der 1920er Jahre unterbreitete er Vorschläge, wie der aufkommende Frauenfußball systematisch verbessert werden könnte, organisierte Trainerfortbildungen und Jugendwettbewerbe.
Von 1946 bis 1949 war er einer der beiden Technischen Direktoren (Sélectionneurs) des französischen Fußballverbandes FFF, die die Spieler der Nationalelf nominierten. Nachdem die Équipe Tricolore 1949 gegen Spanien eine 1:5-Heimniederlage kassierte, forderte der Journalist Hanot in L’Équipe den Rücktritt des Verbandsverantwortlichen Hanot.

## Wegbereiter des Europapokals
Gabriel Hanot gilt als geistiger Vater des Europapokals der Landesmeister und als Erfinder der Veranstaltung zur Wahl des besten Fußballers Europas („Ballon d’Or“).
Nachdem er am 13. Dezember 1954 im Molineux Stadium Augenzeuge eines begeisternden Freundschaftsspiels zwischen den Wolverhampton Wanderers und Honvéd Budapest (Endstand 3:2 nach 0:2 Pausenrückstand) geworden war, schlug er in einem L’Équipe-Artikel vor, einen Europapokal für Vereinsmannschaften zu schaffen, um die beste Mannschaft Europas zu küren. An diesem Wettbewerb sollten die Landesmeister aller Verbände der UEFA teilnehmen. Hanot warb auch persönlich bei den Verbänden und den dafür in Frage kommenden Vereinen für seine Idee und erreichte so, dass im März 1955 der Wettbewerb von der widerstrebenden UEFA tatsächlich ins Leben gerufen wurde.
1956 fand zum ersten Mal die von Hanot initiierte Wahl zu Europas Fußballer des Jahres statt.